# 曾錦程
曾錦程（英語：KC Tsang；?—），人稱KC，香港廣告從業者，任教於香港理工大學設計學院。其弟曾錦強亦為廣告從業者。

## 生平
曾錦程中學時本想升讀醫科，但因理科成績不佳，選擇修讀香港中文大學新聞與傳播學系學士課程，1986年畢業，後修畢香港浸會大學工商管理碩士，曾修讀香港中文大學傳播學哲學博士課程，但未有畢業紀錄。
學士畢業後，曾錦程於電視台擔任助理編導，期間接觸到拍攝工作，欲向電影方面進修，但因經濟壓力，決定先轉往當時傳聞收入較豐的廣告業。最初從初級撰稿員做起，其後便一直從事廣告業。
曾任職於跨國廣告公司奥美、堂煌，1998年1月與陳大仁一起從堂煌轉職至天高廣告（BBDO HK）:207，至離職時曾錦程為天高的行政創意總監。2001-2002年間，與陳大仁、朱漢寧、黃名漢、梅萬德創辦陳曾黃朱梅廣告行，成為董事之一。自1996年獲得第一個廣告獎項後，曾錦程歷年共獲得超過250個國際或本地廣告獎項。
2012年，與其弟曾錦強及施永青創立廣告營銷集團The Bees Group，其弟曾錦強為最大股東，曾錦程為合夥人。
曾錦程任教於香港理工大學設計學院，有說曾為助理教授，截至2022年教職為高級專任導師。

## 個人生活
曾錦程與其弟曾錦強於小學、中學、大學均同校就讀，曾錦強畢業於香港中文大學（中大）統計學系，後來亦從事廣告業。曾錦程的太太是一名教師，亦曾在中大修讀兼讀教育課程，他們的兒子亦於中大修讀數學系。

## 主要廣告作品
- 1990年代 九廣鐵路「火車遊戲」等[5][6]
- 1990年代 眼睛88廣告系列（標語：「看出一點真 看出可觀人生」）[1][5][6][9]
- 約1997年 愉景新城（親自演出其中一個廣告，仰臥於木地板上）[6]
- 1998-2003年 SUNDAY廣告系列，包括「十個SUNDAY用戶九個靚仔」等[1][5][6][9]

## 著作
- 《十個廣告九個醜》（與陳大仁合著，一本堂出版，2000年[12] / 博益出版，2002年[13]，ISBN：9621780233）
- 《我地廣告》[7]（與劉昆祐合著，中華書局出版，2017年，ISBN：9888488279）[14]

## 詞作
- 《我未醉倒》（主唱：郭富城）